# Pityriasis alba
Pityriasis alba (auch als Pityriasis alba faciei oder als Pityriasis simplex bezeichnet) ist eine verbreitete, nicht ansteckende und meist harmlose Hautkrankheit, die vor allem bei Kindern auftritt. Sie manifestiert sich durch trockene, fein-schuppige, helle Flecken, die vor allem im Gesicht auftreten. Die Krankheit heilt von selbst wieder und erfordert meist nur den Gebrauch von Feuchtigkeitscreme.
Der Name der Krankheit leitet sich aus der fein-schuppigen Erscheinung (von altgriechisch πίτυρα / pityra: die Kleie) sowie aus der Blässe der Flecken ab (von lateinisch alba: die weiße, obwohl die Flecken nicht komplett depigmentiert, sondern hypopigmentiert sind). Die Pityriasis alba gilt als Minimalvariante des atopischen Ekzems.

## Verbreitung
Pityriasis alba tritt am häufigsten bei Kindern im Alter zwischen 3 und 16 Jahren auf, dabei häufiger bei Jungen als bei Mädchen. Möglicherweise tritt sie häufiger bei hellhäutigen Menschen auf, ist jedoch bei Patienten mit dunklerer Hautfarbe besser sichtbar.
Die Hautkrankheit tritt fast bei jedem dritten US-amerikanischen Schulkind bis zum 18. Lebensjahr mindestens einmal auf, die Periodenprävalenz ist also etwa 30 %. Bei einer Bestimmung der Verbreitung zu einem bestimmten Zeitpunkt (Punktprävalenz) lagen die Werte zwischen 8,4 % in Nordindien und 31 % in Mali. Andere Studien zeigten Punktprävalenzraten von 13,49 % in Ägypten, 12 % in der Türkei, wobei untersuchte Kinder aus schlechten sozio-ökonomischen Verhältnissen eine höhere Prävalenz zeigten, 9,9 % in Brasilien, 5,1 % in Rumänien, und nur 1 % bei Schulkindern in Hong Kong.

## Ursache
Die genaue Ursache der Pityriasis alba ist nicht bekannt. Ein abgeheiltes atopisches Ekzem hinterlässt manchmal ebenfalls bleiche Haut. Diese Folge ist auch beim übermäßigen Gebrauch von Corticoid-Creme zur Behandlung von Ekzemen zu beobachten. Die bei der Pityriasis alba auftretende Hypopigmentierung (verminderte Pigmentbildung in der Haut) ist eine Folge der reduzierten Aktivität der Melanocyten, die weniger und kleinere Melanosome abgeben.

## Klinische Erscheinungen
Im Winter tritt die trockene schuppige Erscheinung der Pityriasis alba infolge trockener Wohnungsluft am deutlichsten auf. Im Sommer ist hingegen die bleiche Färbung der Pityriasis-alba-Flecken durch die Sonnenbräune der umgebenden Haut besonders gut sichtbar.
Die einzelnen Flecken (Läsionen) entwickeln sich in drei Stadien und erzeugen dabei manchmal Juckreiz:
1. Erhöht und gerötet – wobei die Rötung oft schwach ist, und durch die Eltern nicht bemerkt wird.
2. Erhöht und blass
3. Glatte und flache, blasse Flecken

Die Flecken sind rund oder oval, mit einem Durchmesser zwischen 0,5 und 2 cm. Flecken am Körper (im Gegensatz zu Flecken im Gesicht) können bis zu 4 cm groß sein. Die Anzahl der Flecken am gesamten Körper beträgt normalerweise 4 bis 5, kann jedoch auch mehr als 20 sein. Die Flecken sind trocken und fein-schuppig. Am häufigsten treten sie im Gesicht auf (besonders an den seitlichen Wangen), jedoch haben 20 % der Patienten auch Flecken auf den Oberarmen, am Hals oder auf den Schultern.

## Behandlung
Eine Behandlung ist nicht notwendig, da die Flecken nach einiger Zeit von selbst abheilen. Da die Pityriasis-alba-Flecken nicht der normalen Hautbräunung unter Sonneneinwirkung unterliegen und hell bleiben, ist ein effektiver Sonnenschutz der gesamten Haut die beste Methode, den ästhetisch nicht gewünschten Farbunterschied zwischen den Flecken und der umgebenden Haut zu minimieren. Gegebenenfalls können die Flecken kosmetisch abgedeckt werden.
Sollten Rötung, Schuppenbildung oder Juckreiz auftreten, so können diese mit einfachen Linderungsmitteln behandelt werden. Manchmal wird das schwache Steroid Hydrocortison (Handelsname u. a.: Fenistil Hydrocort®) eingesetzt. Der Einsatz von Tacrolimus (Handelsname Protopic®) kann die Abheilung beschleunigen, sollte jedoch wegen der Nebenwirkungen und des Verdachts auf Karzinogenität nur als Reservemedikament erfolgen. Die behandelten Patienten sollten außerdem älter als zwei Jahre sein, die Behandlung soll nur kurz oder in Intervallen mit kleinen Wirkstoffmengen erfolgen. In besonders schweren Fällen kann die PUVA-Therapie angewendet werden, die langwelliges UV-Licht mit dem als Naturstoffe vorkommenden Psoralen kombiniert.

## Heilungsaussicht
Die durch Pityriasis alba verursachten Pigmentverschiebungen können zwischen einem Monat und zehn Jahren andauern. Flecken im Gesicht halten normalerweise ein Jahr oder länger an.

## Geschichte und kulturelle Aspekte
Pityriasis alba wurde erstmals 1860 durch den französischen Arzt Camille-Melchior Gibert als schuppenartige Hautkrankheit beschrieben. Obwohl es keine klinisch schwerwiegende Erkrankung ist, ist die Pityriasis alba aus ästhetischen Aspekten bedeutend, da normalerweise das Gesicht von dieser Hautkrankheit betroffen ist, und junge Kinder die Hauptpatientengruppe bilden. Die Pityriasis alba wird seit dem 19. Jahrhundert untersucht, ihre Ätiologie gilt dennoch als nicht vollständig aufgeklärt.